# Jarosław z Bogorii i Skotnik
Jarosław z Bogorii i Skotnik herbu Bogoria, znany także jako Jarosław Bogoria Skotnicki (ur. ok. 1276, zm. 17 września 1376 w Kaliszu) – arcybiskup gnieźnieński.

## Życiorys
Był synem wojewody krakowskiego Piotra Bogorii.
W latach 1316–1322 studiował teologię i prawo w Bolonii. Przez jakiś czas pełnił funkcję rektora lub według innych źródeł syndyka nacji ultramontanów (cudzoziemców). Janko z Czarnkowa w swojej Kronice opisał następujące wydarzenie związane z ówczesną działalnością przyszłego arcybiskupa:

Był to mąż bardzo szczęśliwy, we wszystkim działający z pożytkiem, wielki w radzie i bardzo hojny. Niegdyś, kiedy był jeszcze na naukach w Bolonii, gdy pewien student Anglik, za cudzołóstwo z jakąś mieszczką – popełnione zresztą za zgodą jej męża za pieniądze – był przez mieszczan bolońskich ścięty, Jarosław, jako rektor uniwersytetu, przeniósł wykłady prawa kanonicznego z Bolonii do innego miasta, i nie zezwolił na ich przywrócenie, aż znakomitsi obywatele z rozkazu papieża Jana XXII ufundowali na intencję zbawienia duszy ściętego Anglika kaplicę i dostatecznie ją uposażyli, oraz dali studentom należyte zadośćuczynienie.

Po powrocie do kraju został kanonikiem krakowskim i kanclerzem biskupa Nankera (1323–1325). W 1326 był już archidiakonem krakowskim, w 1334 kanonikiem kujawskim i kanonikiem gnieźnieńskim. W latach 1331–1337 był kanclerzem kujawskim. Kazimierz Wielki mianował Jarosława swoim pełnomocnikiem w procesie warszawskim z zakonem krzyżackim w 1339. 8 lipca 1342 otrzymał w Awinionie sakrę biskupią z rąk papieża Klemensa VI i nominację na arcybiskupa gnieźnieńskiego. Z ramienia papieża był kolektorem świętopietrza w swojej archidiecezji. Był jednym z autorów pokoju kaliskiego 1343 z Krzyżakami. Zrzekł się wówczas odszkodowań za zniszczenie metropolii gnieźnieńskiej przez napady zakonu. W 1349 brał udział w wytyczaniu granicy pomorsko-krzyżackiej. W latach 1358–1363 dzierżył nadaną mu przez króla kasztelanię nakielską. 17 listopada 1370 koronował w katedrze wawelskiej króla Ludwika Węgierskiego. Pod koniec życia stracił wzrok i w 1374 złożył urząd, przenosząc się do klasztoru w Lądzie. Zmarł 17 września 1376 w Kaliszu. 

## Działalność legislacyjna
Jako prawnik był redaktorem kodyfikacji polskiego prawa karnego i cywilnego dokonanej na polecenie króla Kazimierza Wielkiego. Był też autorem statutów wiślickich i wielkopolskich. W 1357 zwołał synod prowincjonalny w Kaliszu, w czasie którego uchwalono 16 uchwał dotyczących prawa i bieżących spraw Kościoła, między innymi postanowiono, aby stosować kary kościelne np. interdykt wobec wszystkich występujących przeciw klerowi lub posiadanym przez niego majątkom ziemskim.

## Działalność gospodarcza
Był świetnym administratorem powierzonej sobie archidiecezji. Rozpoczął akcję przenoszenia starych wsi na prawo niemieckie, zakładał też nowe wsie, sprowadzając kolonistów z Niemiec. Doprowadził do rozkwitu kasztelanię łowicką. Wdał się w ostre zatargi graniczne z biskupem poznańskim, szczególnie na Mazowszu. Doprowadził do konsolidacji dóbr arcybiskupich drogą wykupu coraz to nowych terenów.

## Działalność kulturalna
Budował kościoły i klasztory, a obiekty już wzniesione hojnie uposażał. Odbudował katedrę gnieźnieńską, ufundował kościoły w Kurzelowie, Opatówku, utworzył kolegiatę w Kamieniu Krajeńskim oraz w Uniejowie i ufundował tam klasztor benedyktynów. Zbudował zamki w Łowiczu, Uniejowie, Kamieniu Krajeńskim i Opatówku, dwory biskupie w Gnieźnie, Kaliszu, Wieluniu i Łęczycy oraz murowany kościół w rodzinnych Skotnikach. Około roku 1355, gdy w miejscu starego grodu w Łowiczu, arcybiskup Jarosław Bogoria Skotnicki wzniósł gotycki murowany zamek, wkrótce stał się rezydencją arcybiskupów gnieźnieńskich. W 1359 arcybiskup Jarosław Bogoria ze Skotnik przyjął w Skierniewicach księcia mazowieckiego Siemowita III. Książę, którego państwo obejmowało swym zasięgiem Skierniewice, potwierdził w nim arcybiskupią własność tych terenów, a mieszkańców wsi obdarzył nowymi przywilejami. Arcybiskup Jarosław Bogoria był prawdopodobnie pierwszym z arcybiskupów gnieźnieńskich, który na stałe przebywał w swoich siedzibach w Łowiczu i Skierniewicach. Za jego panowania Skierniewice i dobra arcybiskupie zaczęły odnotowywać rozwój ekonomiczny, rozrastając się do całkiem dużej osady, którą można było przekształcić w miasto.
Nowo budowane kościoły uposażał ze swoich dóbr stołowych. Szczyt jego działalności budowlanej przypadł w latach 1357–1365.

## Upamiętnienie
- W zewnętrzną ścianę kościoła klasztornego w Lądzie wmurowana jest tablica, upamiętniająca arcybiskupa Skotnickiego[6].

- W 2004 imię Jarosława Bogorii Skotnickiego nadano Gimnazjum w Uniejowie.